# هندسة الجزيئات الحيوية
الهندسة الجزيئية الحيوية هي تطبيق المبادئ الهندسية والممارسات للتلاعب الهادف بالجزيئات ذات الأصل البيولوجي. يدمج مهندسو الجزيئات الحيوية معرفة العمليات البيولوجية مع المعرفة الأساسية بالهندسة الكيميائية من أجل التركيز على الحلول في المستوى الجزيئي للقضايا والمشاكل في علوم الحياة المتعلقة بالبيئة والزراعة والطاقة والصناعة وإنتاج الأغذية والتكنولوجيا الحيوية والطب.
يعالج مهندسو الجزيئات الحيوية بشكل هادف السكريات والبروتينات والأحماض النووية والشحوم في إطار العلاقة بين بنيتها (بنية الحمض النووي، كيمياء الكربوهيدرات، بنية البروتين)، ووظيفتها (وظيفة البروتين)، والخصائص، فيما يتعلق بإمكانية تطبيقها على مجالات مثل المعالجة البيئية، وإنتاج المحاصيل والمواشي، وخلايا الوقود الحيوي والتشخيص الجزيئي الحيوي.
تُدرَس الديناميكا الحرارية والحركية للتعرف على الجزيئات في الإنزيمات والأجسام المضادة وتهجين الحمض النووي والاقتران الحيوي/ التثبيط الحيوي والشلل البيولوجي. ويُولى الاهتمام أيضًا إلى أساسيات الجزيئات الحيوية المهندسة في تأشير الخلية، وحركية نمو الخلايا، وهندسة مسارات الكيمياء الحيوية وهندسة المفاعلات الحيوية.

## الجدول الزمني

### التاريخ
خلال الحرب العالمية الثانية، جمعت الحاجة إلى كميات كبيرة من البنسلين من النوعية المقبولة المهندسين الكيميائيين وعلماء الأحياء الدقيقة للتركيز على إنتاج البنسلين. أدى ذلك إلى خلق الظروف المناسبة لبدء سلسلة من ردود الفعل التي تؤدي إلى إنشاء مجال الهندسة الجزيئية الحيوية.
حدَّدت معاهد الصحة الوطنية الأمريكية لأول مرة في عام 1992 الهندسة الحيوية كأبحاث في واجهة الهندسة الكيميائية وعلم الأحياء مع التركيز على المستوى الجزيئي. على الرغم من أن الهندسة الجزيئية الحيوية عُرّفَت لأول مرة على أنها مُجرَّد أبحاث، أصبحت منذ ذلك الحين تخصصًا أكاديميًا ومجالًا من التطبيقات الهندسية.
أصبح هيرسيبتين، وهو مضاد وحيد النسيلة، أحد علاجات سرطان الثدي المتوافقة مع البشر، أول دواء صُمّمَ من خلال منهج الهندسة الجزيئية الحيوية، وافقت عليه إدارة الغذاء والدواء الأمريكية، كما أن هندسة الجزيئات الحيوية كانت اسمًا سابقًا لمجلة التكنولوجيا الحيوية الجديدة.

### المستقبل
يمكن أن تساعد التقنيات الحيوية المستوحاة من المستقبل في تفسير الهندسة الجزيئية الحيوية. بالنظر إلى قانون مور «التنبؤ»، فإن المعالجات القائمة على الكم وعلم الأحياء في المستقبل هي تقنيات «كبيرة». باستخدام الهندسة الجزيئية الحيوية، يمكن معالجة طريقة عمل المعالجات من أجل العمل بنفس الطريقة في عمل الخلية البيولوجية. تمتلك الهندسة الجزيئية الحيوية إمكانية أن تصبح أحد أهم التخصصات العلمية بسبب التقدم الذي حققته في تحليل أنماط التعبير الجيني بالإضافة إلى المعالجة الهادفة للعديد من الجزيئات الحيوية الهامة لتحسين الأداء الوظيفي. يؤدي البحث في هذا المجال إلى اكتشافات أدوية جديدة وتحسين العلاجات والتقدم في تكنولوجيا المعالجة الحيوية الجديدة.
مع تزايد المعرفة بالجزيئات الحيوية، فإن معدل العثور على جزيئات جديدة هامة، بما في ذلك على سبيل المثال، الأجسام المضادة، والإنزيمات، واللقاحات، والببتيدات العلاجية سيستمر في التسارع. وستنتج الهندسة الجزيئية الحيوية تصاميم جديدة للعقاقير العلاجية والجزيئات الحيوية عالية القيمة لعلاج أو الوقاية من السرطانات والأمراض الوراثية وأنواع أخرى من الأمراض الأيضية.
أيضًا، هناك توقع للإنزيمات الصناعية التي صُمّمَت ليكون لها خصائص مرغوبة لتحسين العملية وكذلك تصنيع منتجات الجزيئات الحيوية عالية القيمة بتكلفة إنتاج أقل بكثير. باستخدام تقنية إعادة التركيب، سيُنتج مضادات حيوية جديدة نشطة ضد السلالات المقاومة.

## الجزيئات الحيوية الأساسية
تتعامل الهندسة الحيوية مع معالجة العديد من الجزيئات الحيوية الأساسية. وتشمل هذه المواد، على سبيل المثال، البروتينات والسكريات والأحماض النووية والدهون. هذه الجزيئات هي العناصر الأساسية للحياة ومن خلال التحكم في شكلها ووظيفتها ومعالجتها، هناك العديد من الطرق والمزايا الجديدة المتاحة للمجتمع. نظرًا لاختلاف كل جزيء حيوي، فهناك عدد من التقنيات المستخدمة لمعالجة كل منها على التوالي.

### البروتينات
البروتينات عبارة عن بوليمرات تتكون من سلاسل الأحماض الأمينية المرتبطة بواسطة روابط ببتيدية. تحتوي أربعة مستويات مختلفة من حيث البنية: الأولية والثانوية والثالثية والرابعية. البنية الأولية تشير إلى تسلسل أساس الحمض الأميني. تركز البنية الثانوية على التوافقات البسيطة التي تنشأ نتيجة الترابط الهيدروجيني بين سلسلة الأحماض الأمينية.
إذا كان معظم البروتين يحتوي على روابط هيدروجينية بين الجزيئات، يُقال إنه ليفي، وستكون غالبية بنيته الثانوية عبارة عن صفائح بيتا. ومع ذلك، إذا كان معظم التوجه يحتوي على روابط هيدروجين داخل الجزيء، فإن البروتين يشار إليه على أنه كروي ويتألف في الغالب من لولب ألفا. هناك أيضًا تشكيلات تتكون من مزيج من لولب ألفا وصفائح بيتا بالإضافة إلى حلزون بيتا مع صفائح ألفا.
تتعامل البنية الثالثية من البروتينات مع عملية الطي وكيفية تركيب الجزيء الكلي. أخيرًا، البنية الرابعية عبارة عن مجموعة من البروتينات الثلاثية تتجمع وترتبط مع بعضها. مع كل هذه المستويات، تحتوي البروتينات على مجموعة واسعة من الأماكن التي يمكن معالجتها فيها وتعديلها. تُستخدم التقنيات للتأثير على تسلسل الأحماض الأمينية للبروتين (الطفرة الموجهة للموضع)، أو طي البروتين وتشكله، أو طي بروتين ثلاثي واحد داخل مصفوفة بروتين رباعية. البروتينات التي هي المحور الرئيسي للمعالجة تكون عادةً إنزيمات. هذه هي البروتينات التي تعمل كمحفزات للتفاعلات الكيميائية الحيوية. من خلال معالجة هذه المحفزات، يصبح من الممكن التحكم في معدلات التفاعل، والمنتجات، والتأثيرات. الإنزيمات والبروتينات مهمة في المجال البيولوجي، وتبين أن هناك أقسامًا محددة للهندسة تركز فقط على البروتينات والإنزيمات.

### السكريات
السكريات تُعد جزيء حيوي مهم آخر. هذه هي البوليمرات، التي تسمى السكريات المتعددة (أو متعدد السكاريد)، والتي تتكون من سلاسل من السكريات البسيطة المتصلة عبر الروابط الغليكوسيدية. تتكون هذه السكريات الأحادية من 5 إلى 6 حلقات كربونية تحتوي على الكربون والهيدروجين والأكسجين - عادة بنسبة 1: 2: 1، على التوالي. السكريات الأحادية الشائعة هي الجلوكوز والفركتوز والريبوز.
عندما يتم ربط السكريات الأحادية معاً ببعضها، يمكن أن تشكل السكريات الثنائية والسكريات قليلة التعدد ومتعدد السكاريد: تعتمد التسمية على عدد السكريات الأحادية المرتبطة ببعضها. السكريات الثنائية الشائعة، عبارة عن اثنين من السكريات الأحادية المتحدين معًا، هم السكروز، والمالتوز، واللاكتوز. السكريات المتعددة الهامة، تحوي روابط للعديد من السكريات الأحادية، هي السليلوز والنشا والكايتين.
السليلوز هو متعدد السكاريد يتكون من 1-4 روابط بيتا بين أحاديات الجلوكوز المتكررة.  إنه المصدر الأكثر وفرة للسكر في الطبيعة وهو جزء رئيسي من صناعة الورق. النشا هو أيضًا متعدد السكاريد تتكون من أحاديات الجلوكوز. ومع ذلك، يتم توصيلها عبر 1-4 روابط ألفا بدلاً من بيتا.
النشويات، وخاصة الأميلاز، مهمة في العديد من الصناعات، بما في ذلك الورق ومستحضرات التجميل والمواد الغذائية.
الكايتين هو مشتق من السليلوز، يمتلك مجموعة أسيتاميد بدلاً من -OH على أحد كاربوناته. نُزعَت سلسلة البوليمر من مجموعة الأسيتاميد ثم سُمّيَت بالكيتوزان. كل من هذه المشتقات من السليلوز هي مصدر رئيسي للبحث عن الصناعات الطبية الحيوية والغذائية.
ثبت أنها تساعد في تخثر الدم، ولها خصائص مضادة للميكروبات، وتُستخدم في التطبيقات الغذائية. يركز الكثير من الهندسة والأبحاث على درجة العامل المُؤَستل الذي يوفر النتيجة الأكثر فعالية لتطبيقات محددة.

### الأحماض النووية
الأحماض النووية هي جزيئات كبيرة تتكون من الحمض النووي (دنا) والحمض النووي الريبي (رنا) والتي هي البوليمرات الحيوية التي تتكون من سلاسل الجزيئات الحيوية. هذان الجزيئان هما الشفرة الوراثية والقالب الذي يجعل الحياة ممكنة. ويؤدي التلاعب بهذه الجزيئات والبنى إلى حدوث تغييرات كبيرة في التعبير عن الجزيئات الكبيرة الأخرى ووظيفتها.
النيوكليوسيدات هي أمين غليكوسيلي يحتوي على قاعدة نووية مرتبطة إما بسكر الريبوز أو الريبوز المنقوص الأوكسيجين عبر رابط بيتا غليكوسيدي. يحدد تسلسل القواعد الشفرة الوراثية.  النيوكليوتيدات هي نيوكليوسيدات يتم فسفرتها بواسطة كينازات معينة عن طريق رابطة فوسفات ثنائي الأستر. النيوكليوتيدات هي البُنى المتكررة للأحماض النووية.
تتكون النيوكليوتيدات من قاعدة نيتروجينية وبنتوز (ريبوز للحمض النووي الريبي أو ريبوز منقوص الأوكسيجين للحمض النووي) وثلاث مجموعات فوسفاتية. اطلع على تقنيات، التطفر نوعي الموقع، والحمض النووي مُعاد التركيب، والمُقايسة الامتصاصية المناعية للإنزيم المرتبط (أو الإلايزا).